# Bubblegum pop
Bubblegum pop (hay còn được biết đến với tên bubblegum rock hay đơn giản bubblegum) là một thể loại con của thể loại pop với giai điệu sôi động thường được thanh thiếu niên ưa thích. Thời kỳ cổ điển của bubblegum pop kéo dài từ năm 1967 tới năm 1972. Làn sóng thứ hai bắt đầu năm 1997 khi phong trào nhạc disco trở nên thất thế trước punk rock.
Thể loại này thường dùng cho một vài đĩa đơn nhất định chứ không dành cho toàn bộ một album nhạc. Hơn nữa, hầu hết các đĩa đơn mang thể loại này đều chỉ là hiện tượng "One-Hit Wonder".